# Sydower Fließ
Sydower Fließ település Németországban, azon belül Brandenburgban. Lakosainak száma 990 fő (2023. december 31.). Sydower Fließ Breydin és Melchow községekkel határos.

## Népesség
A település népességének változása:
| Lakosok száma | 967  | 982  | 973  | 968  | 990  |
|               | 2017 | 2019 | 2021 | 2022 | 2023 |